# Traje Tradicional Bávaro

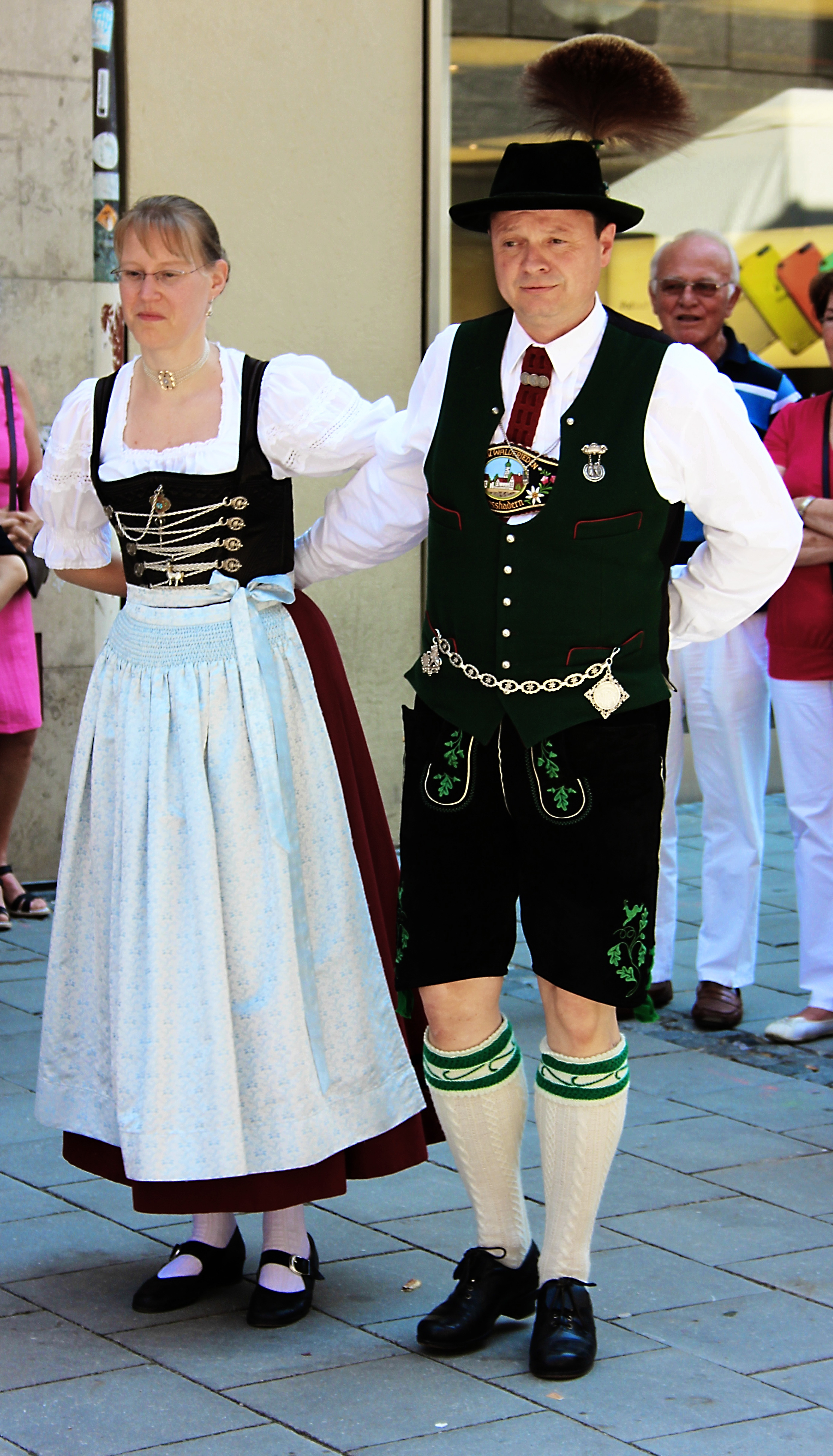
Pareja con traje tradicional, Múnich 2013

El traje bávaro (Bayerische Tracht en alemán) se refiere al traje tradicional de la región alpina de habla bávara de Baviera y Austria. Los componentes típicos son los pantalones de cuero y el dirndl. Su importancia actual como traje surgió a principios del siglo XIX. Se originó durante la creación del Reino de Baviera y desde entonces se mantiene gracias a las asociaciones de trajes tradicionales.
No existe un único tipo de traje bávaro, sino que existen numerosas variantes.

## Variantes
En la Alta Baviera se existen seis tipos de trajes:
- Traje de Miesbach
- Traje de Werdenfelser
- Traje de Inntal
- Traje de Chiemgau
- Traje de Berchtesgaden.
- Traje de Isarwinkler

En Algovia, por influencia de los Wittelsbach, se implantó muy pronto un traje que correspondía en elementos esenciales con el traje de Werdenfels. Sin embargo, son típicos de la región de Algovia los tirantes con flores bordadas y hechos de tela verde. En la región de Algovia, hubo desacuerdos entre los partidarios del traje de montaña y los partidarios de un traje suabo renovado. Ahora hay un consenso en que «tanto el traje de montaña como el traje cortesano urbano han coexistido durante más de 150 años». 
Desde el siglo XIX en muchas partes de Baviera no solo se cultivó el traje de montaña, sino que también se intentó mantener vivos los trajes y peculiaridades locales (traje antiguo) o revivirlos (traje renovado) o recordar tradiciones históricas (traje histórico). Entre los trajes locales más conocidos se encuentran el traje de Dachau y el traje de Hallertau . 
El traje de Franconia refleja la diversidad paisajística e histórica de la región y se diferencia significativamente de los trajes de montaña. Además, numerosas comunidades desplazadas tras la Segunda Guerra Mundial también conservan sus trajes tradicionales.
Para investigar y asesorar sobre las iniciativas, en su mayoría voluntarias, se crearon centros de información y asesoramiento, el primero fue el "Centro de investigación y asesoramiento sobre trajes tradicionales del distrito de Franconia Media" en Schwabach en 1986.  El "Centro de Trajes Tradicionales" (anteriormente "Centro de Información sobre Trajes Tradicionales") del distrito de Alta Baviera en Benediktbeuern fue fundado en el año 2000. 